# Károly család

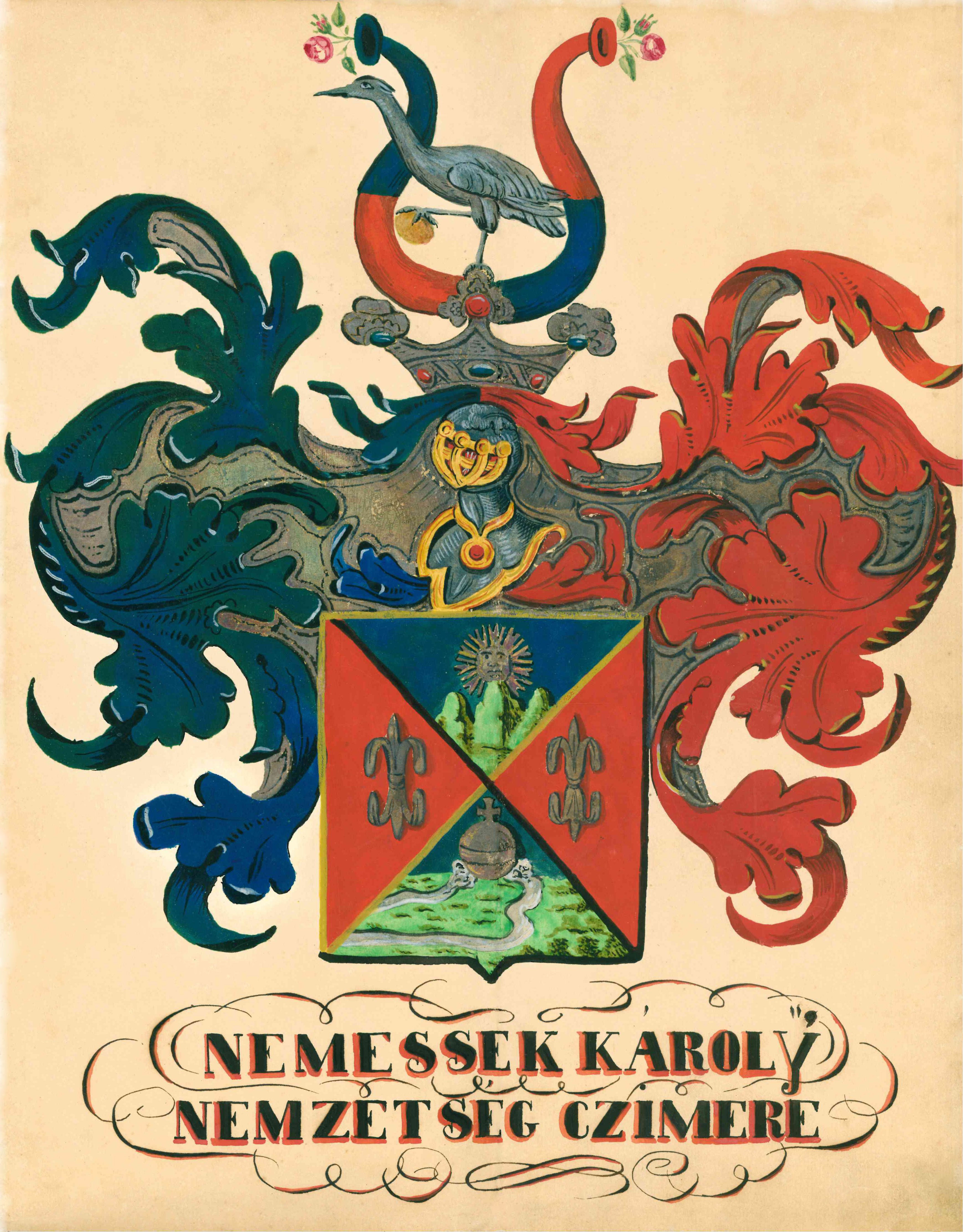
Címer, 1838

A nemes Károly család egy 16. században kiváltságolt család.

## A nemes Károly család származása
A nemességet Rudolf király adományozta Károly Andrásnak és testvéreinek 1594. augusztus 30-án. A nemesi rendbe való emelést Győr vármegye nemesi közgyűlése előtt hirdették ki.

## A család leszármazása
A család egyik ága tagjaként az 1725. évi nemesi összeíráskor a Győr vármegyei Ásvány községben ( ma Ásványráró része ) igazolta nemességét és a leszármazását a nemesség nyerőtől Károly Ferencz.
1754-ben nemesként igazolva Károly Ferencz ásványon.
Az 1754/1755. évi országos nemesi összeíráson a Győr vármegyében igazolt nemesek közt Károly család nevűek: András, János, István.

Talán e családból származott a Fejér vármegyében ugyancsak 1754/1755-ben igazolt nemes Károly András és Károly Bálint, a Veszprém vármegyében nemességet igazolt Károly István és György, illetve a Sopron vármegyei nemes Károly István.
1779-ben nemes Ásványon Károly András, és fia András. Rárón Károly István.
1781-ben a család egyik tagja Heves vármegyébe költözött, s kihirdették a nemességét a vármegyei nemesi közgyűlés előtt.
1781-ben és 1790-ben nemes Ásványon Károly András, Rárón Károly István.
1798-ban Károly József, és fiai József, György, János igazolták nemességüket Ásványon. Rárón pedig Károly István.
1809-ben Ásványon nemes Károly András, s fia György. Károly József, és fiai József, György, János.
Nemesek Ásványon 1820-ban: Károly József, s fiai József, György, János, Márton.
Nemes Ásványon 1832-ben Károly József és György. 
1838. november 8-án Győr vármegye egyházi főrendjeinek, országzászlósainak, nagyjainak és nemeseinek közgyűlése a Győr megye Ásvány helységéből származott Károly Antal varasdi kereskedőnek nemességét bizonyító hiteles levelet adott ki, amelyet 1839. augusztus 5-én Zala vármegye elfogadott.
1845-ben Károly József és Márton ugyancsak Ásványon.
Az Ásványi ágon kívül feltehetőleg szétköltözések révén az ország más vidékein is élnek a család tagjai, főleg a régi Győr vármegye területén.
A család történet kutatását nehezíti hogy több Károly nevű nemesi család ismert.
Ásványrárón ma is élnek a család tagjai.